# Polen-rundschau

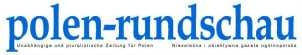
Logo

Die polen-rundschau war die erste und einzige landesweit erscheinende deutschsprachige Zeitung in Polen seit dem Zweiten Weltkrieg. Sie wurde seit April 2004 monatlich herausgegeben, Verlagsort war die polnische Hauptstadt Warschau. Herausgeberin war die Journalistin Gudrun Göller. Die polen-rundschau erschien vierfarbig auf zwölf bis 16 Seiten im Tabloid-Format, was in etwa der Größe DIN A3 entspricht. Ihre Auflage betrug mindestens 5000 Exemplare, bei so genannten Sonderbeilagen (über Werbung finanzierte Extra-Seiten) auch deutlich mehr. Ihr landesweites Verbreitungsgebiet hob sie von den übrigen in Polen erscheinenden deutschsprachigen Zeitungen ab, die meistens von den Verbänden oder Parteien der deutschen Minderheit getragen werden. Die polen-rundschau finanziere sich ausschließlich über die in ihr geschalteten Anzeigen, die Abonnements und den Verkauf.
Die Zeitung richtete sich vor allem an in Polen lebende Deutsche sowie Polen, die ein besonderes Interesse an Deutschland oder der deutschen Sprache und Kultur haben. Für die deutsche Leserschaft fanden sich auch regelmäßig landeskundliche Beiträge zur polnischen Kultur. Das Themenspektrum umfasste alles von Politik, neuesten Nachrichten, über Wirtschaft bis hin zu Kultur, Zeitgeschehen, Sport und Veranstaltungshinweisen sowie verschiedene Rubriken, die neu zugezogenen Deutschen das Leben erleichtern sollen. Einen besonderen Schwerpunkt legte die Zeitung auf die Hintergründe zu den deutsch-polnischen Beziehungen. Die Internetseite der Zeitung bat je nach Themenlage ein tages- oder wochenaktuelles Angebot. Mit Erscheinen der aktuellen Ausgabe fand sich das Seite-1-Thema, meist ein Leitartikel, auf der Website.
Regelmäßig schrieben der Chefredakteur Mirko Kaupat und der freie Wirtschaftsjournalist Sebastian Becker für die Zeitung. Ansonsten lieferten freie Autoren die Artikel, beispielsweise Mitglieder des Recherchenetzwerkes „n-ost“, ein Zusammenschluss aus zum Großteil in Osteuropa lebenden Journalisten. Das Erscheinungsbild der polen-rundschau gestaltete Emese Szénás, eine Layouterin aus Wien. Seit Sommer 2006 hatte das Blatt mit Heiko Lossie einen ständigen Mitarbeiter in Deutschland. Auch Gastautoren wie beispielsweise Thomas Urban, Osteuropa-Korrespondent der Süddeutschen Zeitung, schrieben für das Blatt.
Aus den exklusiven Interviews der Monatszeitung, etwa mit Erika Steinbach, Władysław Bartoszewski, Gesine Schwan oder Rudi Pawelka zitierten immer wieder polnische, aber auch deutsche Medien.
Im April 2006 erregte die polen-rundschau große Aufmerksamkeit, als sie sich über die Internetauktionsplattform eBay versteigerte. Ein bislang nicht öffentlich genannter Käufer aus Deutschland sicherte sich den Zuschlag. Seither wurde die polen-rundschau in der Druckerei der Lausitzer Rundschau gedruckt, die aber nicht neuer Eigentümer war. Verlegt wurde die Zeitung weiterhin in Warschau.
Die März-Ausgabe des Jahres 2008 war die letzte gedruckte Ausgabe der polen-rundschau. Seit der Aprilausgabe 2008 war die polen-rundschau ein rein elektronisches Medium. Die aktuelle Ausgabe wurde als PDF via E-Mail an die Abonnenten verschickt. Diese Maßnahme war nicht nur aus finanziellen und organisatorischen Gründen nötig bzw. vorteilhaft. Da die Kosten für Druck und Postversand wegfielen, konnte der Preis für ein Jahresabonnement auf 10 Euro gesenkt werden. Mit dem Erscheinen der Juniausgabe wurde der Erscheinungsrhythmus auf den Monatsanfang verschoben, wodurch die Mai-Ausgabe entfiel. Mittlerweile wurde auch die Homepage abgeschaltet.
- Chefredakteur: Mirko Kaupat
- Verlag: New Press Polska